# 和甜菊
和甜菊（わてんきく）は、パラグアイ原産の甘味植物ステビアを日本で品種改良し、砂糖の450倍の甘さを持つレバウジオシドAを主成分としている品種である。従来のステビオシドを主成分とする品種よりも、甘味質などにおいて優れ、新しい甘味資源植物、また自然志向・健康志向の糖類甘味料の代替になる天然甘味料の原料植物である。

## 概説
- 甘味植物和甜菊は、ステビア(Stevia rebaudiana BERTONI）の改良品種である。
- 和甜菊の葉に含まれる主成分は、砂糖の450倍の甘さのあるレバウジオシドAの品種である。レバウジオシドAは、砂糖に近似した甘味質を有する成分で、甘味質などにおいてはステビオシドを主成分とするステビア品種よりも優れている[1]。
- 甘味植物ステビア・和甜菊は、主成分レバウジオシドA以外にステビオシド、レバウジオシドB、レバウジオシドC、レバウジオシドD、レバウジオシドF、ズルコシドA、ルブソシド、ステビオールビオシドなどのステビオール配糖体甘味成分を含有している[2][3]。
- 甘味植物ステビアの原産地は、南米パラグアイである。パラグアイの奥地に自生地し[3][4]野生植物として種々の品種があり、和甜菊は、日本で品種研究された改良品種である。
- 1970年～1971年頃、パラグアイから初めて国外・日本に輸出された。パラグアイのステビアは、野生多品種の原料植物で、これを基に、1971年当時、守田化学工業(株)専務取締役 守田悦雄によって、世界で初めてステビア甘味料が企業化され、ステビア甘味料の歴史が始まる[3][5]。
- この時期は、人工甘味料の安全性が大きな社会問題となっていたことから[6]、ステビア甘味料の有用性などが発表され、天然の高甘味料として注目された[1][3][7][8]。
- 野生・多品種の甘味植物ステビアには、同じ配当体の9種類成分が含まれ、含有成分の共存率などで品種が主に5分類されるが、主成分甘味成分は、ステビオシドである[2][3]。
- ステビオシドを主成分とする原料葉から抽出精製されたステビア甘味料は、砂糖の代替え甘味料て使用する場合、甘味質、呈味発現性、苦味などにおいて問題がある[3][9][10]。
- 日本で野生品種を改良し、レバウジオシドAの高含有品種として、和甜菊が開発・命名された。
- レバウジオシドA高含有のステビア甘味料は、幅広い用途で、砂糖、異性化糖などの糖類の代替甘味料として、また糖アルコール甘味料の甘味強化などに使用できる甘味源である[3][10][11]。
- 和甜菊の栽培方法は、他のステビア品種と同じである。多年草キク科・短日性・自家不和合植物であり、挿し、株分、種子などで栽培を拡大することができる甘味資源植物である[4]。
- ステビアの栽培は、多品種あることを理解し、その品種選択なとが極めて重要である[2][12]。